# Cirolana quadripustulata
Cirolana quadripustulata är en kräftdjursart som beskrevs av Hurley 1957. Cirolana quadripustulata ingår i släktet Cirolana och familjen Cirolanidae.
Artens utbredningsområde är havet kring Nya Zeeland. Inga underarter finns listade i Catalogue of Life.